# Hualqui
Hualqui est une ville et une commune du Chili faisant partie de la province de Concepción, elle-même rattachée à la région du Biobío.

## Géographie

### Démographie
En 2012, la population de la commune s'élevait à 23 016 habitants. La superficie de la commune est de 43 km2 (densité de 56 hab./km2).

Position de Hualqui (en rouge) au sein de la Région du Biobío.